# Brisinga tasmani
Brisinga tasmani är en sjöstjärneart som beskrevs av H.E.S. Clark 1970. Brisinga tasmani ingår i släktet Brisinga och familjen Brisingidae.
Artens utbredningsområde är havet kring Nya Zeeland. Inga underarter finns listade i Catalogue of Life.